# Trenette
Trenette er en type flad, aflang pasta fra Italien, der stammer fra Genova og Liguria; den minder om både linguine og fettuccine.
Trenette er flertalsformen af trenetta, men bruges også i flertalsformen, og er sandsynligvis en forkortet udgave af det genoveniske trena der betyder 'tråd'. Trenette bliver normalt serveret med pesto i en ret kaldet trenette al pesto, som også kan inkludere kartofler og grønne bønner, der koges i samme vand.